# Troedstorp
Troedstorp är en bebyggelsestrax öster om tätorten Hässleholm i Ignaberga socken i Hässleholms kommun. Från 2015 avgränsar SCB här en småort.